# Єзевець
Єзевець (рос. Езевец) — присілок в Мезенському районі Архангельської області Російської Федерації.
Населення становить 54 особи. Органом місцевого самоврядування до 2021 року Биченське муніципальне утворення.

## Історія
Від 1937 року належить до Архангельської області.
Від 2004 року належить до муніципального утворення Биченське муніципальне утворення.

## Населення
| 2002 | 2010 | 2012 |
| ---- | ---- | ---- |
| 87   | ↘41  | ↗54  |